# Coupez!
Coupez! is een Franse zombiekomedie uit 2022, geschreven en geregisseerd door Michel Hazanavicius. Het is een remake van de Japanse film One Cut of the Dead uit 2017. De hoofdrollen zijn voor Romain Duris en Bérénice Bejo. De film draait om een crew die de film uit de originele film opnieuw maakt. Yoshiko Takehara herneemt haar rol als producer.
De film werd op 17 mei 2022 in Frankrijk uitgebracht en dezelfde dag vertoond als openingsfilm op het filmfestival van Cannes 2022.

## Rolverdeling
- Romain Duris als Rémi
- Bérénice Bejo als Nadia
- Grégory Gadebois als Philippe
- Finnegan Oldfield als Raphaël
- Matilda Lutz als Ava
- Sébastien Chassagne als Armel
- Raphaël Quenard als Jonathan
- Lyes Salem als Mounir
- Simone Hazanavicius als Romy
- Agnès Hurstel als Laura
- Charlie Dupont als Fredo
- Luàna Bajrami als Johanna
- Jean-Pascal Zadi als Fatih
- Raïka Hazanavicius als Manon
- Yoshiko Takehara als Madame Matsuda

## Productie
Hazanavicius kwam aan boord van het project tijdens de eerste COVID-19-lockdown in 2020 nadat producer Vincent Maraval de remake-rechten had verworven en hem benaderde. Het filmen begon op 19 april 2021 in Parijs.

## Release
De film zou in januari 2022 in première gaan op het Sundance Film Festival, maar werd van het festival gehaald nadat persoonlijke vertoningen waren geannuleerd als reactie op een golf van COVID-19-gevallen. Vervolgens werd aangekondigd dat de première zou plaatsvinden op het filmfestival van Cannes in 2022. De landelijke release in Frankrijk was oorspronkelijk gepland op 15 juni 2022, maar werd  verplaatst naar 17 mei 2022, dezelfde dag als de festivalpremière. In april 2022 drong het Oekraïense Instituut er bij het festival en Hazanavicius op aan om de Franse titel van de film, Z (comme Z) te hernoemen, aangezien de letter Z een militaristisch symbool was geworden ter ondersteuning van de Russische invasie van Oekraïne. Hazanavicius zei aanvankelijk dat het te laat was om de titel te veranderen, maar hij zorgde ervoor dat de film tijdens het festival uitsluitend onder de internationale titel Final Cut zou worden genoemd. Op 25 april 2022 werd echter bekend gemaakt dat de Franse titel werd gewijzigd in Coupez!.

## Ontvangst
Op de website Rotten Tomatoes gaf 71% van de 45 critici de film een positieve recensie, met een gemiddelde beoordeling van 5,8/10. De consensus van de critici van de website luidt: "Hoewel het meer voldoening zal geven aan kijkers die het origineel nog niet hebben gezien, biedt Final Cut speels vermakelijk meta-commentaar op de kunst van de remake." Op Metacritic heeft de film een gewogen gemiddelde score van 51 van de 100, gebaseerd op 14 critici, wat duidt op "gemengde of gemiddelde recensies".
Peter Bradshaw van The Guardian noemde de film "een vermakelijk stuk werk - en een echte eigenaardigheid, ogenschijnlijk over cinema, maar meer over de live theaterervaring. Misschien heeft hij toch een manier gevonden om het zombiegenre zelf nieuw leven in te blazen." Owen Gleiberman van Variety noemde het "de eerste Hazanavicius-film waarin de filmmaker nauwelijks controle lijkt te hebben over wat hij doet. Het is een rommelige en irritante film met één grap die keer op keer herhaald wordt."